# Arttu Wiskari

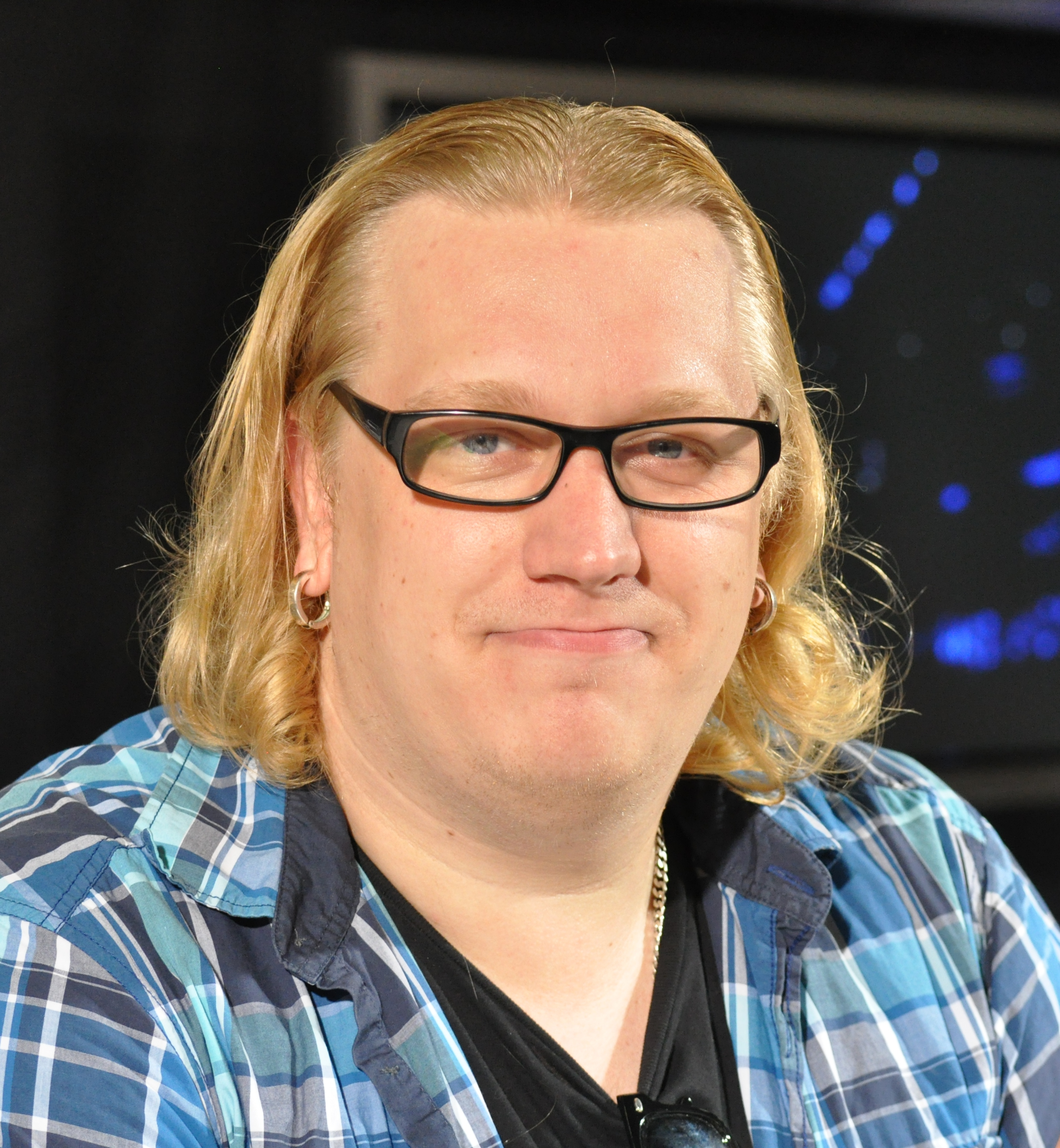
Arttu Wiskari (2009)

Arttu-Pekka Aleksi Wiskari (* 16. September 1984 in Espoo) ist ein finnischer Singer-Songwriter.

## Werdegang
Vor seinem kommerziellen Solo Erfolg trat Wiskari in den Bands Albron Blues Bulevardi und The Lucky Street Band auf. 2006 spielte er in den finnischen Low-Budget-Film Graffiti Within (originaler Titel: Graffiti meissä) sowie 2009 in deren Fortsetzung Mitä meistä tuli mit. Er steht bei Warner Music Finnland unter Vertrag.
Wiskari ist mit Pauliina Wiskari verheiratet und hat zwei Kinder. Wiskaris Vater ist der Sachbuchautor Juha Wiskari.
Wiskari und der Formel-1-Rennfahrer Kimi Räikkönen sind Freunde. Räikkönen spielt am Ende des Musikvideo zu „Sorateiden sankarit“ einen Rallye-Fahrer, welcher Wiskari als Tramper mitnimmt und daraufhin einen Unfall baut.
2012 gründete Wiskari zusammen mit Janne Rintala and Olli Saksa das Musiklabel Mökkitie Records. Im August 2019 eröffnete er zudem ein Restaurant namens Wiskarila in Espoo.

## Diskografie

### Alben
| Jahr | Titel Musiklabel                                     | Höchstplatzierung, Gesamtwochen, AuszeichnungChartsChartplatzierungen (Jahr, Titel, Musiklabel, Platzierungen, Wochen, Auszeichnungen, Anmerkungen) | Anmerkungen                             |
| Jahr | Titel Musiklabel                                     | FI | Anmerkungen                             |
| ---- | ---------------------------------------------------- | --- | --------------------------------------- |
| 2011 | Arttu Wiskari Warner Music Finland                   | FI1 Platin · (23 Wo.)FI | Erstveröffentlichung: 15. Juni 2011     |
| 2013 | Tappavan hiljainen rivarinpätkä Warner Music Finland | FI7 (9 Wo.)FI | Erstveröffentlichung: 12. April 2013    |
| 2014 | Sirpaleet Warner Music Finland                       | FI6 (19 Wo.)FI | Erstveröffentlichung: 10. Oktober 2014  |
| 2016 | IV Warner Music Finland                              | FI14 (22 Wo.)FI | Erstveröffentlichung: 11. November 2016 |
| 2020 | Suomen muotoisen pilven alla Warner Music Finland    | FI1 (97 Wo.)FI | Erstveröffentlichung: 28. August 2020   |

Weitere Alben
- 2018: Top 10 (Kompilation)

### Singles
| Jahr | Titel Album                                   | Höchstplatzierung, Gesamtwochen, AuszeichnungChartsChartplatzierungen (Jahr, Titel, Album, Platzierungen, Wochen, Auszeichnungen, Anmerkungen) | Anmerkungen                                                   |
| Jahr | Titel Album                                   | FI | Anmerkungen                                                   |
| ---- | --------------------------------------------- | --- | ------------------------------------------------------------- |
| 2010 | Mökkitie Arttu Wiskari                        | FI12 (5 Wo.)FI | Erstveröffentlichung: 5. November 2010                        |
| 2014 | Sirpa Sirpaleet                               | FI9 (7 Wo.)FI | Erstveröffentlichung: 29. August 2014 feat. Ulpu              |
| 2015 | Kahvimaito IV                                 | FI14 (2 Wo.)FI | Erstveröffentlichung: 5. Juni 2015                            |
| 2017 | Työmiehen Lauantai Top 10                     | FI20 (1 Wo.)FI | Erstveröffentlichung: 3. April 2017 feat. Tippa-T             |
| 2017 | Meidän biisi Suomen muotoisen pilven alla     | FI4 (11 Wo.)FI | Erstveröffentlichung: 7. Juni 2017                            |
| 2018 | Suomen muotoisen pilven alla                  | FI4 (8 Wo.)FI | Erstveröffentlichung: 9. November 2018                        |
| 2020 | Tässäkö tää oli? Suomen muotoisen pilven alla | FI2 ×2Doppelplatin · (28 Wo.)FI | Erstveröffentlichung: 10. April 2020 feat. Leavings-Orkesteri |
| 2020 | Nokkahuilu Suomen muotoisen pilven alla       | FI12 (2 Wo.)FI |                                                               |
| 2021 | Kankaanpään tori Vain elämää kausi 12         | FI3 (5 Wo.)FI | Erstveröffentlichung: 8. Oktober 2021 feat. Mira Luoti        |
| 2023 | Pilvilinna –                                  | FI50 (1 Wo.)FI | Erstveröffentlichung: 16. Juni 2023                           |
| 2023 | Minna –                                       | FI29 (4 Wo.)FI | Erstveröffentlichung: 1. Dezember 2023                        |
| 2024 | Monaco –                                      | FI27 (4 Wo.)FI | Erstveröffentlichung: 5. April 2024                           |
| 2025 | Aaaa –                                        | FI24 (… Wo.)FI | Erstveröffentlichung: 13. Juni 2025                           |

### Gastbeiträge
| Jahr | Titel Album                     | Höchstplatzierung, Gesamtwochen, AuszeichnungChartsChartplatzierungen (Jahr, Titel, Album, Platzierungen, Wochen, Auszeichnungen, Anmerkungen) | Anmerkungen                                                         |
| Jahr | Titel Album                     | FI | Anmerkungen                                                         |
| ---- | ------------------------------- | --- | ------------------------------------------------------------------- |
| 2017 | Juoppokuski Muistikuvien Vanki  | FI12 (3 Wo.)FI | Erstveröffentlichung: 25. August 2017 Mäkki feat. Arttu Wiskari     |
| 2017 | Mummoille Circus                | — | Teflon Brothers feat. Sahamies & Arttu Wiskari & Tango-Teemu & Stig |
| 2021 | Tääl on niin kuuma Erika Vikman | FI6 (5 Wo.)FI | Erstveröffentlichung: 4. Juni 2021 Erika Vikman mit Arttu Wiskari   |

## Auszeichnungen
- 2011: Iskelmä Gaalassa (Newcomer des Jahres)
- 2020: Radio Gaala (Radiosong des Jahres mit Suomen muotoisen pilven alla)[6]
- 2021: Emma Award (Bester männlicher Künstler)[7]
- 2021: Iskelmä Gaalassa (Künstler des Jahres)[8]